# Gustavo Rodríguez (actor)
Gustavo Rodríguez (Ciudad Bolívar, Estado Bolívar, 19 de febrero de 1947 - Caracas, 2 de abril de 2014) fue un actor de cine, teatro y televisión venezolano. 
Tuvo cuatro hijas; María Fernanda, Alexandra, Giuliana Andrea y Grecia Augusta.

## Biografía
Desde muy temprana edad, se inició en el mundo del espectáculo – tal como él mismo comenta en la escuela, “participaba en todos los actos y me ganaba todos los premios” 
Comenzó su carrera en el Teatro Universitario de la Universidad Central de Venezuela, bajo las enseñanzas de Nicolás Curiel y José Ignacio Cabrujas, entre otros.
Posteriormente, a través del Instituto Nacional de Teatro estudia en Europa, para profundizar más sus conocimientos en materia de arte dramático. Fue descubierto por el dramaturgo y cineasta Román Chalbaud en un campamento de drama. Chalbaud después lo puso en su producción de 1974 Boves, El Urogallo, y la telenovela de 1975, La trepadora, protagonizada por Rodríguez y basada en la novela homónima de Rómulo Gallegos. Fue emitida por Radio Caracas Televisión donde estuvo gran parte de su vida, aunque también participó en producciones de Venevisión y Marte Televisión.
En su carrera que se extendió por más de 40 años, Rodríguez fue capaz de jugar con los personajes más dispares, desde un caudillo José Tomás Boves, al cantante de tango Carlos Gardel, el filósofo Karl Marx, el exdirector de la Seguridad Nacional de la dictadura de Marcos Pérez Jiménez, Pedro Estrada en el papel de Pedro Escobar en la telenovela Estefanía, el presidente venezolano Rómulo Betancourt, y para el papel principal de Hamlet de William Shakespeare, mientras que aparecen en más de más de 50 autores, 40 telenovelas y 18 películas y más de 60 obras teatrales.
Protagonizó varias producciones cinematográficas como Muerte al amanecer; Borrón y cuenta nueva; Sagrado y obsceno; Adiós Miami y Señor Presidente, entre otras.
En el 2012 se presentó en la ciudad de Miami, con el unipersonal Nosotros que nos quisimos tanto, escrito por Mariela Romero. Desarrolló diversos personajes en exitosas telenovelas, entre las que destacan La vida entera, Te tengo en salsa, Estrambótica Anastasia, Estefanía, Natalia de 8 a 9, Mambo y canela, El país de las mujeres, Samantha, Contra viento y marea, Pecado de amor, Cruz de nadie, La señorita Perdomo y La Fiera, entre muchas otras. 
Hacia 2012 encarna a Valentín La Roca, en la telenovela Mi ex me tiene ganas. Y al año siguiente, interpreta al inescrupuloso Anselmo Macho Vergara, en la producción dramática de Venevisión, De todas maneras Rosa, original de Carlos Pérez, que sería su última participación en telenovelas.
Fue objeto de innumerables reconocimientos, entre los que figuran: premio El Dorado, premio de La Casa del Artista, Guaicaipuro de Oro y Mara Internacional de Venezuela. Definía como su mejor momento profesional «el que está por venir».

## Fallecimiento
Falleció en la ciudad de Caracas a la edad de 67 años debido a un cáncer de pulmón el 2 de abril de 2014. De acuerdo con su último deseo, sus restos mortales fueron incinerados y sus cenizas esparcidas en las aguas del río Orinoco en su natal Ciudad Bolívar. El mundo artístico venezolano lamentó la muerte de Gustavo Rodríguez.

## Filmografía

### Cine
- Sagrado y obsceno (1975)
- Muerte al amanecer (1977)
- La casa del paraíso (1982)
- Adiós, Miami (1984)
- La muerte insiste (1984)
- El atentado (1985)
- La generación Halley (1986)
- Emmanuelle 6 (1988)
- L'aventure extraordinaire d'un papa peu ordinaire (1990)
- La blazer blindada (1991)
- Captain Ron (1992)
- Los platos del diablo (1992)
- Bésame mucho (1996)
- Borrón y cuenta nueva (2000)
- Soltera y sin compromiso (2006)
- Señor Presidente (2007)
- Km 72 (2014)

### Televisión
- Doña Bárbara (1974)
- Boves, el urogallo (1974-1975)
- La trepadora(1975)
- Pobre negro (1976)
- Páez, el centauro del Llano (1976)
- La fiera (1978) - Saúl
- Mabel Valdez, periodista (1979)
- Estefanía (1979) - Pedro Escobar
- Natalia de 8 a 9 (1980) - Juan Carlos
- Gómez I (1980)
- Gómez II (1981)
- La señorita Perdomo (1982)
- Cara a cara (1982)
- Chao, Cristina (1983)
- Días de infamia (1983)
- La mujer sin rostro (1984)- Ricardo Trenard
- Los Donatti (1986)
- La dama de rosa (1986)
- La dulce tía (1991)
- La dulce tía: Vuelve la tía (1992)
- Tres destinos (1994)
- Cruz de nadie (1994)
- Señora tentación (1995)
- Pecado de amor (1995) - Adolfo Álamo
- Contra viento y marea (1997) - Álvaro Luján
- Samantha (1998) - Don Valdemar Rincón
- El país de las mujeres (1998) - Lucas Falcón
- Cuando despierta el amor (1999)
- Mambo y canela (2002) - El Yuque
- Estrambótica Anastasia (2004) - Antonio "Don Toño" Borosfky
- Amantes (2005) - Virgilio Sarmiento
- Te tengo en salsa (2006) - Émerson Chaparro
- Mi prima Ciela (2007) - Federico Muñoz
- La vida entera (2008) - Napoleón Duque
- La mujer perfecta (2010) - Saturno Luna
- La viuda joven (2011) - Ignacio
- Mi ex me tiene ganas (2012) - Valentín La Roca
- De todas maneras Rosa (2013) - Anselmo Macho-Vergara / Braulio Arteaga